# Coursetia brachyrachis
Coursetia brachyrachis é uma espécie de legume da família Leguminosae.
Pode ser encontrada nos seguintes países: Argentina e Bolívia.
Esta espécie está ameaçada por perda de habitat.